# 4.ª Brigada de Artilharia (Namíbia)
A 4ª Brigada de Artilharia (em inglês:  4 Artillery Brigade, pronunciado Four Artillery Brigade) e coloquialmente conhecida como "Gunners" ("Artilheiros"), é o ramo de artilharia do Exército da Namíbia baseado em Otjiwarongo. Funciona como a escola de formação e abriga todos os regimentos de artilharia do Exército.

## História
A brigada foi formada em 1999. É a entidade controladora de todas as unidades de artilharia do Exército. Pouco depois da sua formação a Brigada recebeu obuseiros rebocados G2 da África do Sul. O prefixo "4" é retirado de 4 de maio de 1978, data em que a SADF atacou um campo da SWAPO em Cassinga.

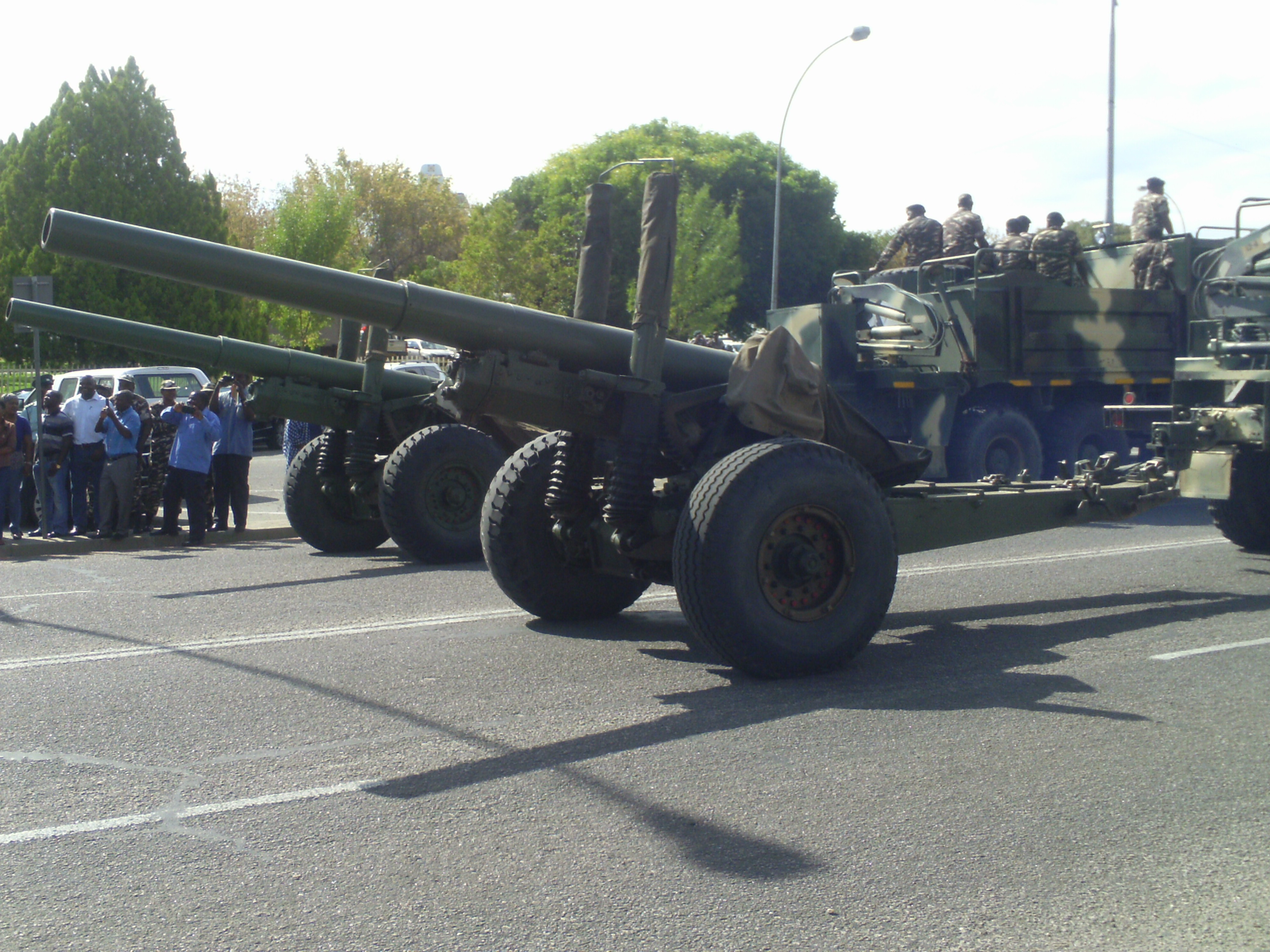
Obuseiro G2 sendo rebocado do Exército Namibiano.

## Equipamento
A Brigada utiliza os seguintes equipamentos:
- BL de 5,5 polegadas
- Ordnance QF de 25 libras
- Obuseiro M1937 (ML-20) de 152mm
- BM-21 Grad
- Grad-P
- Lançador-múltiplo de foguetes Tipo 81
- 9P138 Grau-1

## Unidades
- 12º Regimento de Artilharia

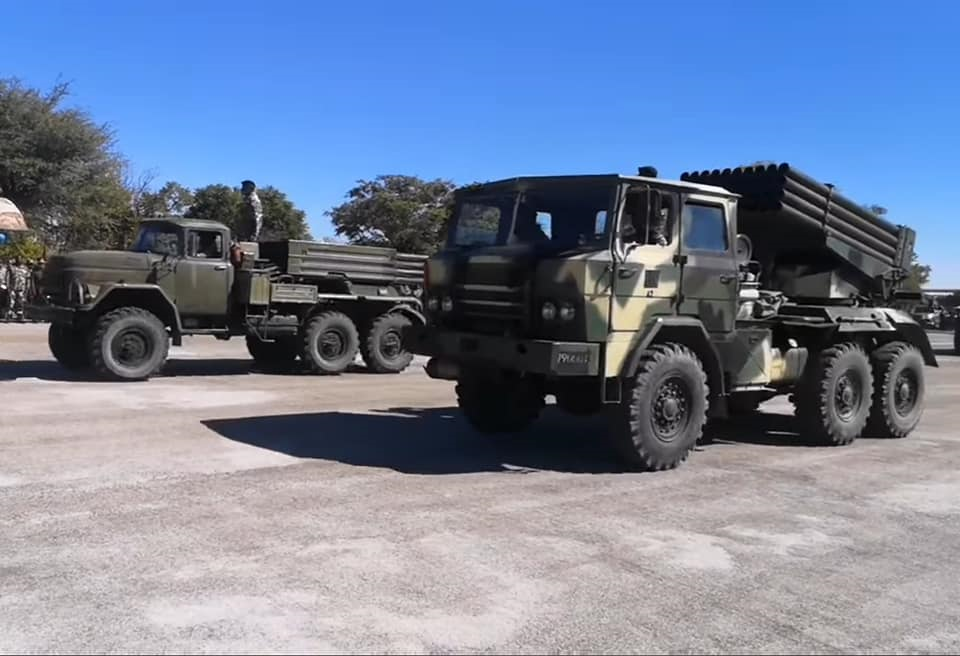
Grad 1 e Tipo 81 do Exército Namibiano.

- Anexado à 12ª Brigada de Infantaria Motorizada
- 44º Regimento de Artilharia[2]
- 46º Regimento de Artilharia
- 21º Regimento de Artilharia

- Anexado à 21ª Brigada de Infantaria Motorizada
- 26º Regimento de Artilharia

- Anexado à 26ª Brigada de Infantaria Motorizada
- Escola de Artilharia

- Baseada em Ondangwa, a escola treina alunos para se especializarem como artilheiros por meio do Curso de Operadores de Artilharia.